# Дилюв-Жондови
Дилюв-Жондови (пол. Dylów Rządowy) — село в Польщі, у гміні Паєнчно Паєнчанського повіту Лодзинського воєводства.
Населення — 436 осіб (2011).
У 1975-1998 роках село належало до Ченстоховського воєводства.

## Демографія
Демографічна структура станом на 31 березня 2011 року:
|          | Загалом | Допрацездатний вік | Працездатний вік | Постпрацездатний вік |
| -------- | ------- | ------------------ | ---------------- | -------------------- |
| Чоловіки | 213     | 31                 | 147              | 35                   |
| Жінки    | 223     | 34                 | 124              | 65                   |
| Разом    | 436     | 65                 | 271              | 100                  |